# Saint Marys Township (Ohio)
Die Saint Marys Township ist eine von 14 Townships des Auglaize County im US-Bundesstaat Ohio. Nach der Volkszählung im Jahr 2000 waren hier 1346 Einwohner registriert.

## Geografie
Die Saint Marys Township liegt im Südwesten des Auglaize Countys im Nordwesten von Ohio und grenzt im Uhrzeigersinn an die Townships: Noble Township, Moulton Township, Washington Township, Van Buren Township im Shelby County, German Township, Franklin Township im Mercer County und Jefferson Township (Mercer County).

## Verwaltung
Das Township wird durch ein Board of Trustees, bestehend aus drei gewählten Mitgliedern, verwaltet. Zwei Personen werden jeweils im Jahr nach der Präsidentschaftswahl gewählt und eine jeweils im Jahr davor. Die Amtszeit dauert in der Regel vier Jahre und beginnt jeweils am 1. Januar. Daneben gibt es noch einen Township Clerk (Schriftführer), der ebenfalls im Jahr vor der Präsidentschaftswahl auf eine vierjährige Amtszeit gewählt wird. Dessen Amtszeit beginnt jeweils am 1. April.